# Dschömba
Das Dschömba, auch unter Jumba bekannt, war ein Längenmaß im Bantam auf der Insel Java und auf der Insel Prince of Wales Island. Anwendung fand das Maß bei der Landvermessung. Jumba und Orlong sind Längen- und Flächenmaße.
- 1 Dschömba = 2 Dipa/Depa = 8 Hasta/Hästa/Elle = 4 Yard (engl.) = 3,6575 Meter
- 1 Orlong = 20 Dschömba = 160 Hasta/Hästa = 80 Yard (engl.)